# Filtro passa banda

L'asse delle frequenze di questo grafico simbolico dovrebbe essere in scala logaritmica

In elettronica, un filtro passa banda è un dispositivo passivo che permette il passaggio di frequenze all'interno di un dato intervallo (la cosiddetta banda passante) ed attenua le frequenze al di fuori di esso. Ad esempio un circuito analogico che si comporta come filtro passa banda è un circuito RLC (una rete elettrica formata da resistore-induttore-condensatore prelevando l'uscita sul resistore). 
I più semplici filtri passa banda però possono anche essere creati dalla combinazione di un filtro passa basso e un filtro passa alto opportunamente dimensionati. 
Il filtro passa banda ideale ha una banda passante perfettamente piatta, non ha né attenuazione né guadagno per le frequenze all'interno, e attenua completamente tutte le frequenze al di fuori di questo intervallo.
Nella pratica, nessun filtro passa banda è ideale. Il filtro non attenua completamente tutte le frequenze al di fuori della banda voluta; in particolare, esiste una regione contigua alla banda passante dove le frequenze sono attenuate ma non completamente. In queste regioni (dette "di roll-off"), l'attenuazione è generalmente espressa in decibel. Normalmente la progettazione di un filtro cerca di mantenere le regioni di roll-off più strette possibili, in modo che il filtro operi il più possibile come filtro ideale. D'altra parte, più queste regioni si assottigliano, meno la banda passante è piatta: a un certo punto presenta delle ondulazioni sempre più evidenti. Questo effetto è particolarmente pronunciato ai limiti della banda passante, un effetto noto come fenomeno di Gibbs.
Tra la frequenza di taglio inferiore f1 e quella superiore f2 di una banda passante, si trova la frequenza di risonanza, in corrispondenza della quale il guadagno del filtro è massimo. La banda passante del filtro è semplicemente la differenza tra f2 e f1.
Al di fuori del campo dell'elettronica e dell'elaborazione dei segnali, un esempio di filtro passa banda lo si ha nel campo della meteorologia. È cosa comune filtrare i dati meteorologici recenti in un intervallo di frequenze (per esempio con un periodo da 3 a 10 giorni), in modo che solo i cicloni rimangano visibili come fluttuazioni nei dati.

## Filtro passa banda come combinazione di un passa basso e passa alto
Nel caso il filtro passa banda sia costituito da un passa basso con un passa alto abbiamo lo schema in figura. Se {\displaystyle \mathbf {V} _{1}} è la tensione ai capi di {\displaystyle C_{1}} allora 
{\displaystyle {\frac {\mathbf {V} _{in}-\mathbf {V} _{1}}{R_{1}}}={\frac {\mathbf {V} _{1}}{\mathbf {Z} _{1}}}+{\frac {\mathbf {V} _{1}}{R_{2}+\mathbf {Z} _{2}}}}
{\displaystyle \mathbf {V} _{out}={\frac {R_{2}}{R_{2}+Z_{2}}}\mathbf {V} _{1}}
Calcoliamo ora la funzione di trasferimento:
{\displaystyle k(j\omega )={\frac {1}{1+{\frac {1}{j\omega R_{2}C_{2}}}}}{\frac {1}{1+j\omega R_{1}C_{1}+{\frac {j\omega C_{2}R_{2}}{1+j\omega C_{2}R_{2}}}}}}
Si vede che esso è il prodotto di un passa alto e di un passa basso con un termine misto {\displaystyle C_{2}R_{1}}. Se {\displaystyle R_{2}\gg R_{1}} si può trascurare il termine misto e scrivere per la funzione di trasferimento:
{\displaystyle k(j\omega )\simeq {\frac {1}{1+{\frac {1}{j\omega R_{2}C_{2}}}}}{\frac {1}{1+j\omega R_{1}C_{1}}}}
In questo modo si vede che se {\displaystyle \omega _{2}} è la frequenza di taglio del passa alto e {\displaystyle \omega _{1}} quella del passa basso con {\displaystyle \omega _{1}>\omega _{2}}, la banda passante è data semplicemente da:
{\displaystyle B_{\omega }=\omega _{1}-\omega _{2}}

## Circuito RLC come passa banda
Il circuito RLC è un ottimo filtro passa banda nel senso che è molto più selettivo del passa banda come somma di un passa basso e di un passa alto. Nel caso di un circuito RLC in serie si ha un'impedenza totale data da:
{\displaystyle \mathbf {Z} _{serie}=R+j\omega L+{\frac {1}{j\omega C}}=R+j\left(\omega L-{\frac {1}{\omega C}}\right)}
La pulsazione di risonanza di questo circuito è ricavabile da:
{\displaystyle j\left(\omega L-{\frac {1}{\omega C}}\right)=0\,\,\Rightarrow \,\,\omega _{0}={\frac {1}{\sqrt {LC}}}}
che corrisponde alla frequenza di risonanza:
{\displaystyle f_{0}={\frac {1}{2\pi {\sqrt {LC}}}}}
cioè alla frequenza in cui la tensione di uscita è massima; quando gli effetti del condensatore e dell'induttore si annullano reciprocamente e tutta la tensione d'ingresso viene passata al resistore. La banda passante si ottiene con un semplice calcolo:
{\displaystyle B_{\omega }=\omega _{2}-\omega _{1}}
Dove le due pulsazioni di taglio si ottengono, per definizione, quando il segnale d'uscita ha una variazione di -3dB cioè imponendo che l'ampiezza della funzione di trasferimento sia uguale a {\displaystyle 1/{\sqrt {2}}}.
Nel caso di un circuito RLC in parallelo si ha un'ammettenza totale data da:
{\displaystyle \mathbf {Y} _{parallelo}=G+j\omega C+{\frac {1}{j\omega L}}=G+j\left(\omega C-{\frac {1}{\omega L}}\right)}
La pulsazione di risonanza di questo circuito è uguale a quello per serie:
{\displaystyle \omega _{0}={\frac {1}{\sqrt {LC}}}}
che corrisponde alla frequenza di risonanza:
{\displaystyle f_{0}={\frac {1}{2\pi {\sqrt {L\cdot C}}}}}
cioè alla frequenza in cui la tensione di uscita è massima; quando gli effetti del condensatore e dell'induttore si annullano reciprocamente e tutta la tensione d'ingresso viene passata al resistore. La banda passante si ottiene con un semplice calcolo:
{\displaystyle B_{\omega }=\omega _{2}-\omega _{1}}
Dove le due pulsazioni di taglio si ottengono, per definizione, quando il segnale d'uscita ha una variazione di -3dB cioè imponendo che l'ampiezza della funzione di trasferimento sia uguale a {\displaystyle 1/{\sqrt {2}}}.
In entrambi i circuiti RLC la risposta in frequenza presenta un picco pronunciato in corrispondenza della frequenza di risonanza, nel caso dell'RLC in serie introducendo il fattore di merito {\displaystyle Q={\frac {\omega _{0}L}{R}}}, la larghezza del picco diminuisce all'aumentare di Q, che dipendendo a sua volta da R ed L, si può diminuire R per aumentare Q, però in tal caso si diminuisce anche l'ampiezza. Infatti la banda passante è legata a Q dalla:
{\displaystyle B_{f}={\frac {\omega _{0}}{2\pi Q}}}
e viceversa:
{\displaystyle Q={\frac {\omega _{0}}{2\pi B_{f}}}={\frac {\omega _{0}}{\omega _{2}-\omega _{1}}}}
Nel caso dell'RLC in parallelo il fattore di merito è legato alla banda passante da:
{\displaystyle Q={\frac {R}{\omega _{0}L}}}
e il discorso sopra si inverte, cioè aumentare Q significa aumentare R.
Il problema del filtro passa banda è legato al guadagno alle medie frequenze dove, a causa della dipendenza dei componenti con memoria dalla frequenza, il guadagno nella banda passante non è perfettamente costante. Per risolvere tale problema bisogna introdurre nel circuito degli elementi che ricompensino il guadagno a basse alte frequenze. (approfondire)